# Torsiegeschut

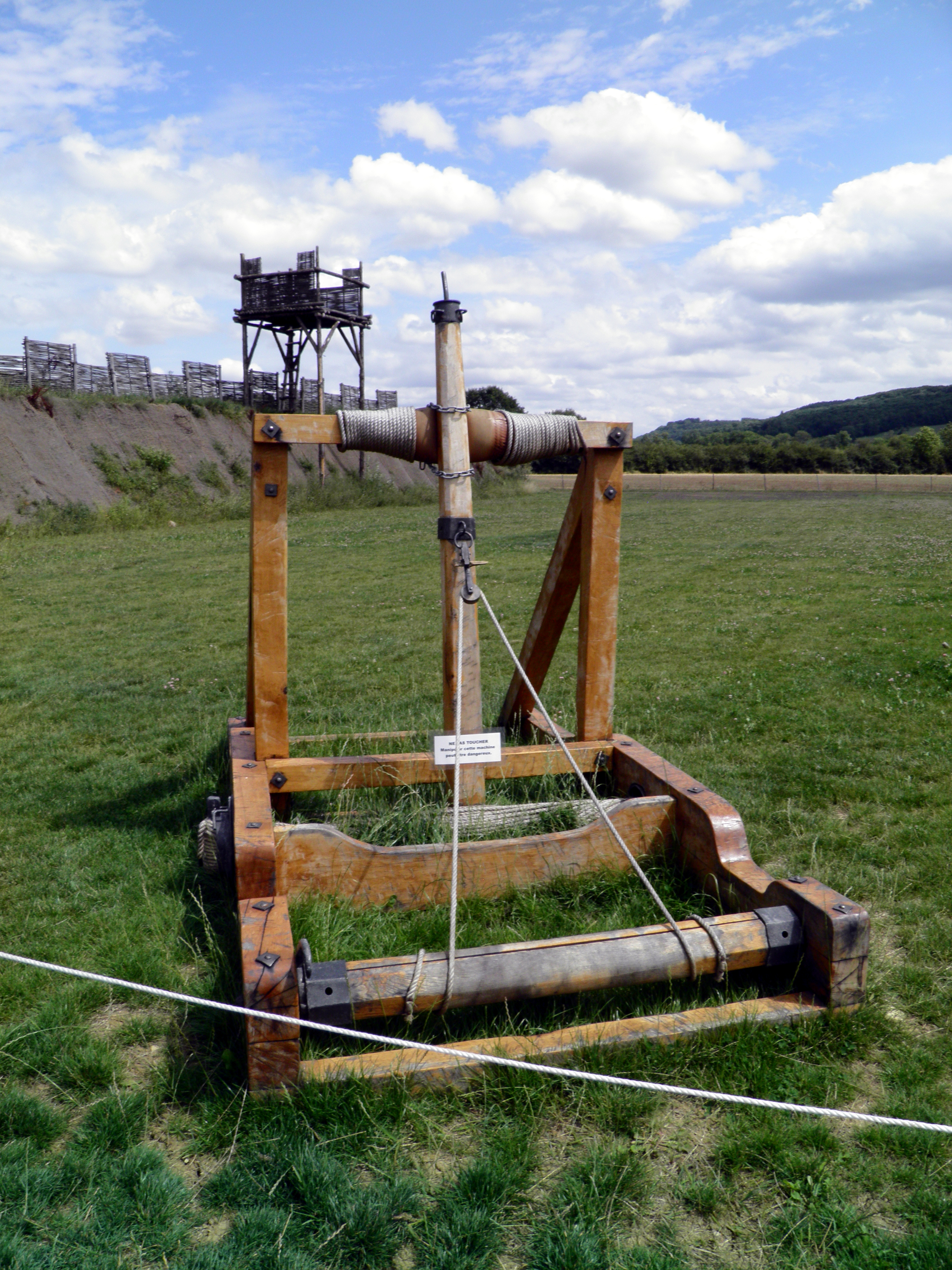
Onager

Torsiegeschut is een verzamelbegrip voor artilleriewapens uit de oudheid, die hun schietenergie halen uit het torsiemoment dat optreedt bij het in elkaar draaien van pezenbundels en de hierbij optredende elastische deformatie van het spanraam. Dit type geschut staat ook wel bekend als wringgeschut. Torsiegeschut werd uitgevonden in het oude Griekenland, maar de bekendste torsiewapens zijn de van Griekse katapulten afgeleide Romeinse ballista en onager. 

## Beschrijving
Er zijn twee soorten torsiewapens; eenarmig krombaangeschut zoals de onager en tweearmig vlakbaangeschut zoals de ballista. Beide soorten werpmachines zijn in vrijwel dezelfde vorm als ze in de oudheid voorkwamen tot diep in de middeleeuwen in gebruik geweest.
De torsieveren in torsiegeschut bestaan uit windingen van pezen. De houten boogarm wordt door de peeswindingen gestoken en als de arm dan naar achter wordt getrokken brengt het torsiemoment van de getordeerde pezen de katapultarm op spanning. De pezenbundels bestonden meestal uit dierenpezen, maar ook het gebruik van darmen of in olie gedrenkte paarden- en vrouwenharen kwam voor.
Bij eenarmige machines wordt de kracht voor de ballistische worp via de torsieveer door een werparm op het projectiel overgebracht. Als munitie voor dit type geschut worden stenen, metalen kogels of brandmiddelen gebruikt. De projectielen volgen een kromme ballistische baan, waardoor het geschut over hindernissen heen kan schieten
Tweearmige machines lijken min of meer op een kruisboog, hoewel de werking anders is. Bij tweearmig geschut wordt de kracht via de twee torsieveren en de twee armen op een pees overgebracht. De pees brengt de kracht dan weer over op het projectiel. Het afschieten van kogels is mogelijk, maar bij de meeste machines van dit type worden speren of pijlen afgeschoten. De projectielen volgen een vrij vlakke ballistische baan en zijn dus vooral geschikt voor rechtstreekse beschietingen. Tweearmig geschut kan veel compacter worden uitgevoerd dan eenarmig geschut, waardoor het veel wendbaarder is en makkelijker kan worden ingezet.

## Geschiedenis

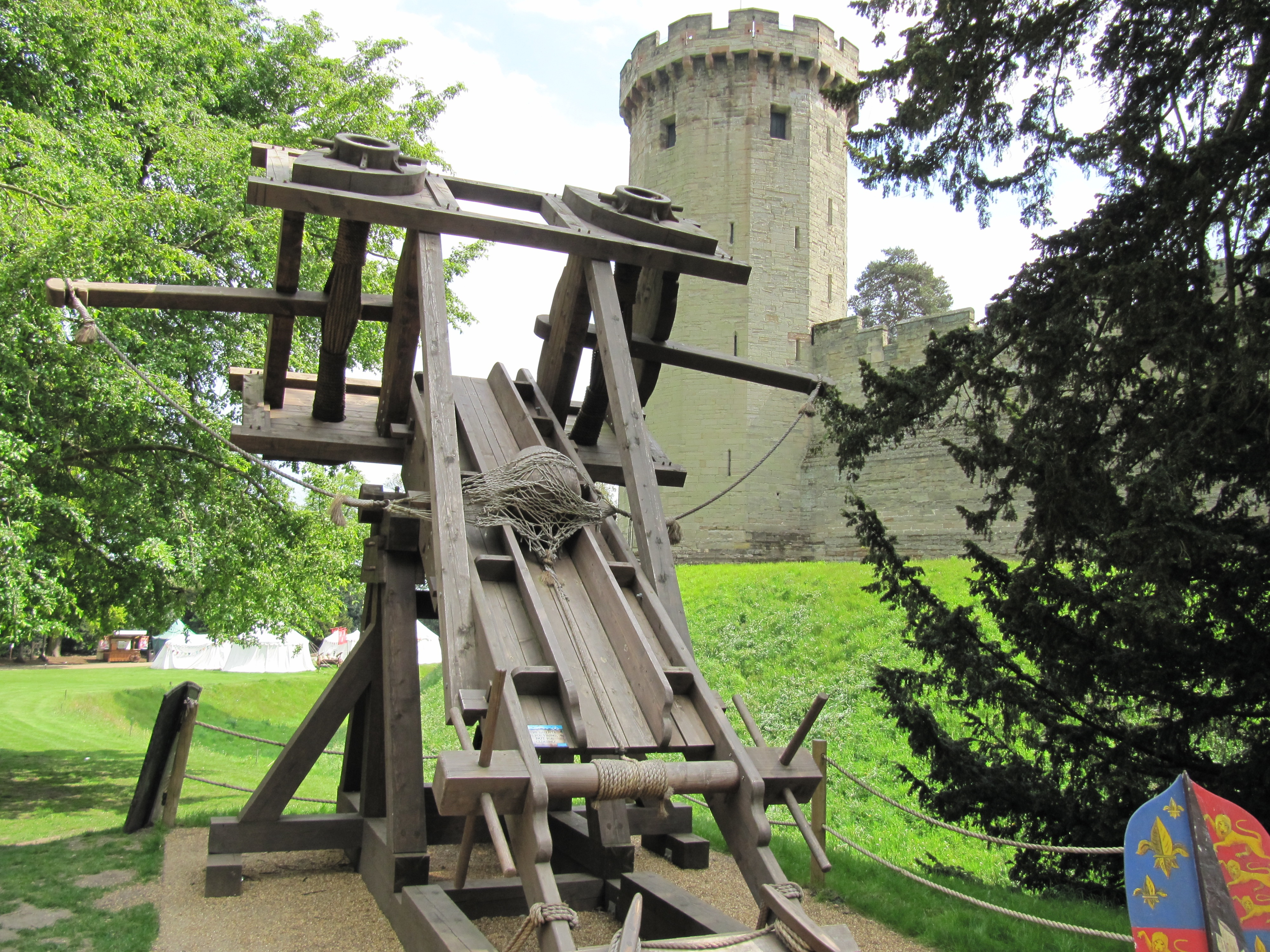
Ballista

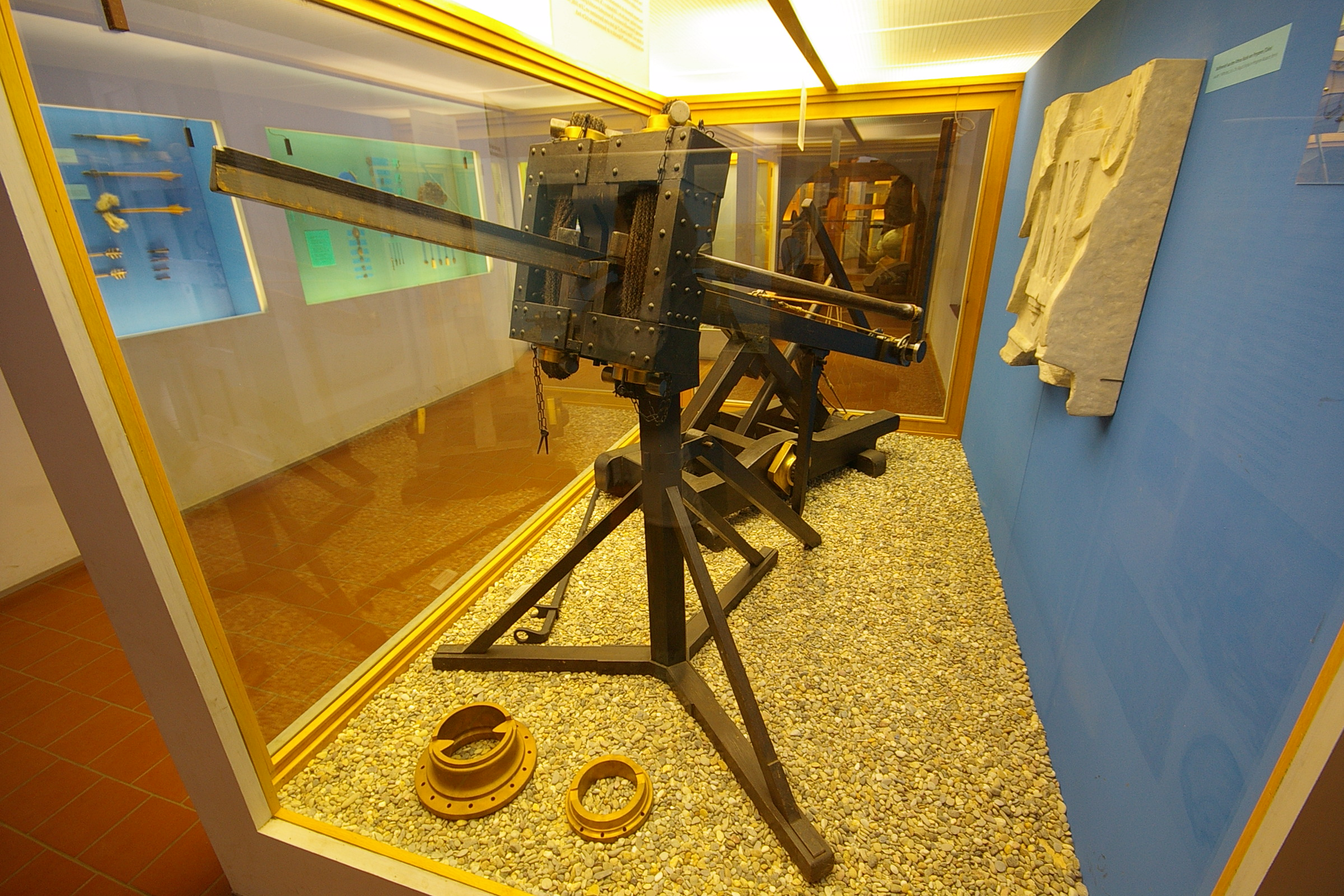
Scorpio

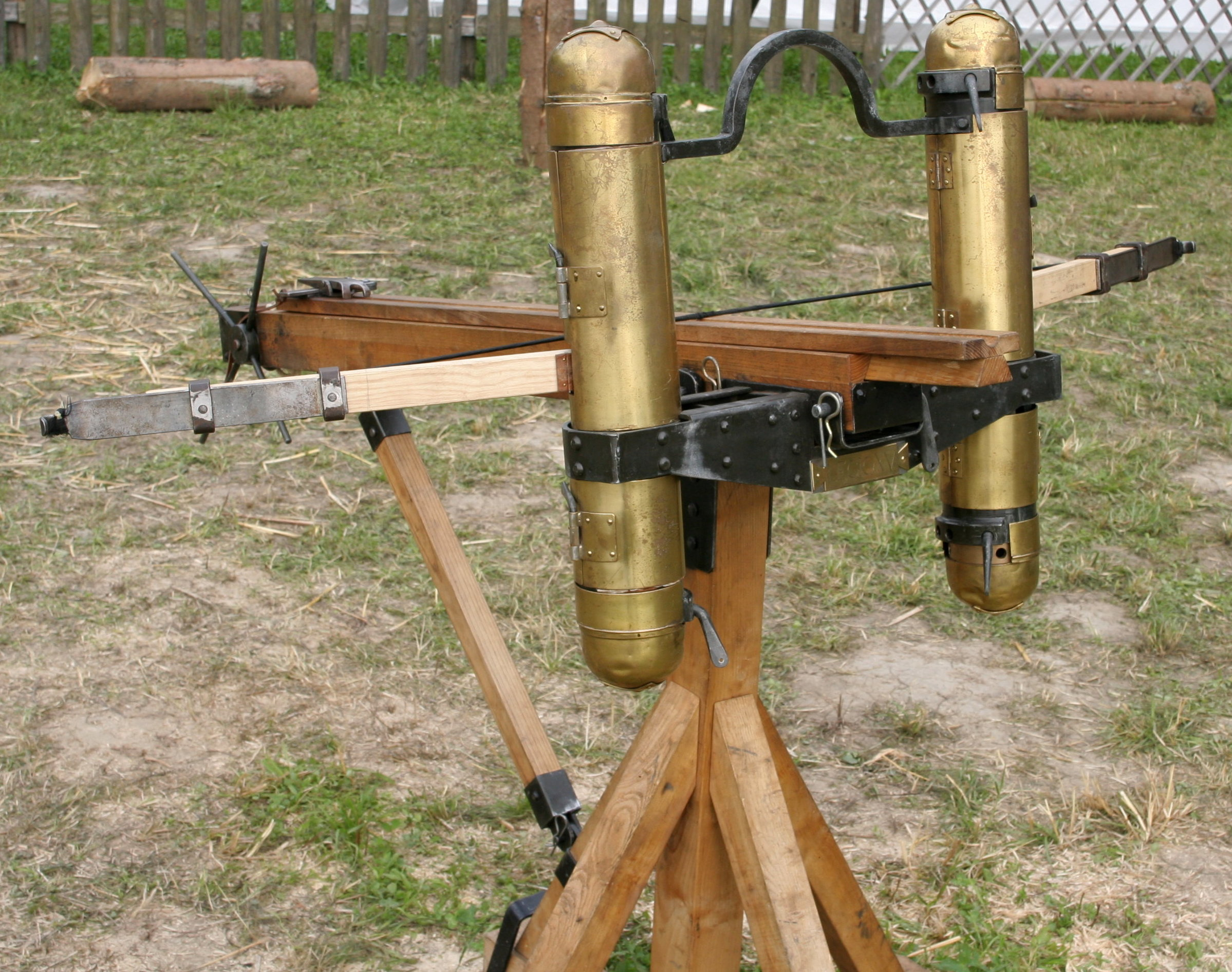
Cheiroballistra

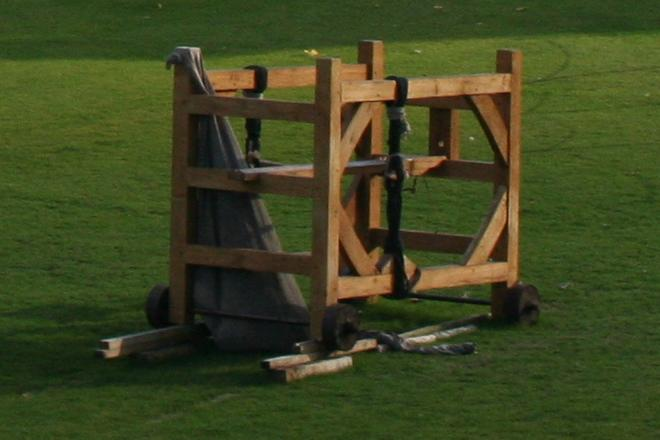
Springald

### Spangeschut
De voorloper van het torsiegeschut was het spangeschut. Onder spangeschut vallen boogachtige wapens zoals de Griekse oxybeles, een soort composietboog die op een houten onderstel is gemonteerd. Er zijn aanwijzingen dat spangeschut reeds in Mesopotamië of Fenicië werd gebruikt. Tiran Dionysios I van Syracuse kocht rond 400 v.Chr. wapenexperts weg bij de Grieken, Romeinen en Carthagers. Deze ontwikkelden voor hem de eerste katapults, waarschijnlijk een zware variant van de gastraphetes, die in de 5e eeuw v.Chr. werd ontwikkeld. Tijdens het beleg van Motya in 398 v.Chr. gebruikte Dionysios deze wapens met veel succes tegen de triremen van de Carthaagse generaal Himilco; het eerste gedocumenteerde gebruik van artillerie in de oudheid. In 353 v.Chr. tijdens de Derde Heilige Oorlog wist de Phocische generaal Onomarchus het leger van Philippus II van Macedonië verpletterend te verslaan door met zijn steenwerpende artillerie grote gaten in de falanx van zijn tegenstander te maken, waarna de Phocische infanterie de aangeslagen Macedoniërs versloeg. Dit is het eerste gedocumenteerde gebruik van veldartillerie ter ondersteuning van de infanterie. Meteen na de nederlaag begon Philippus met het opnemen van artillerie in zijn legerorganisatie. Aan het einde van de 4e eeuw v.Chr. werd in het Oude China de veel op de oxybeles lijkende spanboogkatapult Jiaoche-Nu uitgevonden.

### Grieken
Rond 340 v.Chr. ontwikkelden de Grieken de eerste belegeringswapens met torsieveren. Vroege Griekse torsiewapens waren de monankon, euthytone en palintone. Een zware euthytone kon een projectiel met een lengte van 3 span (± 70 cm) ongeveer 3½ stadium (± 650 m) ver wegschieten en een palintone kon een projectiel met een lengte van 4 cubits (± 180 cm) ongeveer 4 stadium (± 750 m) ver wegschieten.
Alexander de Grote gebruikte torsiekatapulten en mogelijk ook nog oxybelai tijdens zijn beroemde veroveringstochten in Azië en Afrika. Ktesibios van Alexandrië experimenteerde met de aerotonon, een pneumatische katapult en metalen veren, maar omdat in die tijd de kwaliteit van de luchtafdichtingen en het verenstaal nog niet goed genoeg waren had hij hiermee niet veel succes.
Bitons beschrijving een steenwerpende spanboogkatapult, ontworpen na 315 v.Chr. door Isidorus van Abydos in Thessaloniki, is voor zover bekend het laatste beschreven spangeschut uit de oudheid, wat aantoont dat rond die tijd spangeschut geheel verdrongen was door het krachtigere torsiegeschut.

### Romeinen
Romeinse belegeringswapens zijn vrijwel geheel gebaseerd op Griekse technologie. Tot in de late republiek was de rol van artillerie in het Romeins leger zeer beperkt. Bij belegeringen werden tot de 1e eeuw v.Chr. voornamelijk belegeringstorens, stormrammen en stormladders gebruikt. Ten tijde van Julius Caesar begon artillerie een belangrijke plaats in het leger in te nemen. Caesar gebruikte in 52 v.Chr. tijdens het Beleg van Alesia katapults. In de tijd van Augustus was artillerie volledig in het Romeins leger geïntegreerd. In Rome was een groot wapenarsenaal en ieder legioen had ingenieurs (deze specialisten behoorden tot de bevoorrechte Immunes-klasse) die artilleriewapens konden ontwerpen en bouwen. In de Joodse oorlog zette Vespasianus tijdens het beleg van Jotapata in het jaar 67 maar liefst 160 pijlwerpende ballista's en steenwerpende onagers in. Onder dit artilleriegeweld werden de Joodse verdedigers niet alleen van de stadsmuren verdreven maar ook van de gronden achter de muren.
Een compactere versie van de ballista is de scorpio, die in De architectura ("Over architectuur", circa 15 v.Chr.) door de Romeinse ingenieur Vitruvius gedetailleerd wordt beschreven. De scorpio was zeer krachtig en accuraat, maar was vanwege het massieve spanraam met slechts een klein pijlgat moeilijk te richten. In de 1e eeuw beschrijft Heron van Alexandrië in zijn Belopoeica ("oorlogsmachines") de cheiroballistra of manuballista; een vrijwel geheel uit metaal bestaande compactere versie van de scorpio. Vanwege de metalen onderdelen, die veel dunner kunnen zijn dan even sterke houten onderdelen, heeft de schutter een groot zichtveld en kan hij gemakkelijker richten. De Romeinse legioenen hadden mobiele scorpiones en later cheiroballistra's in gebruik; deze compacte ballista's op een kar werden carroballista's genoemd.

### Middeleeuwen
In Europa verdwenen de technisch hoogstaande torsiewapens na de val van het Romeinse Rijk vrijwel geheel om te worden vervangen door eenvoudiger te bouwen en te bedienen geschut zoals de arcuballista en slingerarmkatapult. In het Byzantijnse Rijk bleef men wel torsiewapens gebruiken. In 537 tijdens het beleg van Rome door de Ostrogoten onder Witiges gebruikte de Byzantijnse generaal Belisarius ballista's. De ballista fulminalis kon een zware bout over de Donau schieten; een afstand van minster 1100 meter. In de late middeleeuwen was toch weer behoefte aan een krachtigere pijlwerpende katapult, waarop de torsiespringald werd ontwikkeld; een middeleeuwse doorontwikkeling van de aloude Romeinse ballista. De middeleeuwse katapult zag er wel veel anders uit dan de Romeinse variant. De springald heeft een zwaar rechthoekig houten geraamte, waarbij de torsieveren in het midden links en rechts over de beneden- en bovenbalken lopen. Er bestonden ook springalds met een spanboog, maar deze behoren tot het spangeschut.

## Onderzoek
De techniek achter deze wapens wordt pas de laatste jaren serieus onderzocht. Voorheen werd het meeste onderzoek door privépersonen en -groepen gedaan. Zij reconstrueerden deze oude artilleriewapens, waarbij ze zich baseerden op oude Griekse en Romeinse wapenbeschrijvingen van onder andere Philon van Byzantium, Athenaeus van Naucratis, Heron van Alexandrië, Apollodorus van Athene, Vitruvius, Vegetius en Ammianus. In de afgelopen decennia zijn echter veel vondsten van wapendelen en projectielen gevonden, onder andere bij Orsova in Roemenië en bij de archeologische opgravingen in het Romeins slagveld bij Kalefeld. Hierdoor zijn nauwkeurigere en gedetailleerdere reconstructies mogelijk.
Een eenvoudige manier om de werking van torsiegeschut te demonstreren is het volgende: neem een samengeknoopt touw van twee handbreedtes lengte en wind dit net als bij het heksenspel strak over de duim en wijsvinger van één hand. Met de andere hand steek je een lucifer tussen de touwtjes en draait deze een aantal malen rond, waardoor het touw strak wordt opgewonden. Als je de lucifer nu loslaat draait deze met kracht terug, net als de arm van een torsiewapen.